# Rosalba Carriera
Rosalba Giovanna Carriera (ur. 12 stycznia 1673 (lub 5 października 1675) w Wenecji, zm. 15 kwietnia 1757 tamże) – włoska malarka okresu rokoka, miniaturzystka i pastelistka.
Była uczennicą Giuseppe Dimantiniego i Antonia Balestry. Działała we Włoszech, Francji, Austrii i Niemczech. W 1705 została przyjęta do Akademii św. Łukasza w Rzymie, w 1720 do Akademii Bolońskiej i Królewskiej Akademii Malarstwa i Rzeźby w Paryżu. Od 1703, pod wpływem swego szwagra Antonia Pellegriniego, zaczęła rysować pastelami. Od 1746 cierpiała na melancholię i przestała malować z powodu choroby oczu.
Portretowała głównie europejską arystokrację i władców, m.in. Augusta III Sasa. Malowała też alegoryczne podobizny dam weneckich np. jako pory roku.
Duże zbiory jej pastelowych miniatur znajdują się w Galerii Obrazów Starych Mistrzów w Dreźnie (ok. 70 obrazów) oraz w Ca’ Rezzonico i Gallerie dell’Accademia w Wenecji.

## Wybrane dzieła
- Autoportret (ok. 1746), 31 × 29 cm, Gallerie dell’Accademia, Wenecja
- Ludwik XV jako następca tronu (1720-21), 50,5 × 38,5 cm, Galeria Obrazów Starych Mistrzów w Dreźnie
- Maria Magdalena z książką (ok. 1723), 57 × 46,5 cm, Galeria Obrazów Starych Mistrzów w Dreźnie
- Młoda dama z papugą (ok. 1730), 60 × 50 cm, Art Institute, Chicago
- Młoda dziewczyna trzymająca małpkę (ok. 1721), 63 × 48 cm, Luwr, Paryż
- Poeta Pietro Metastasio (1730), 32 × 25,5 cm, Galeria Obrazów Starych Mistrzów w Dreźnie
- Portret podwójny z siostrą Nanetą (1715), 71 × 57 cm, Uffizi, Florencja
- Staruszka w czarnym gorsecie (ok. 1731), 32,5 × 26,5 cm, Galeria Obrazów Starych Mistrzów w Dreźnie
- Tancerka Barbara Campanini (ok. 1739), 56,5 × 46,5 cm, Galeria Obrazów Starych Mistrzów w Dreźnie
- Urszula Katarzyna Lubomirska (ok. 1730), 57,5 × 46 cm, Galeria Obrazów Starych Mistrzów w Dreźnie

## Galeria

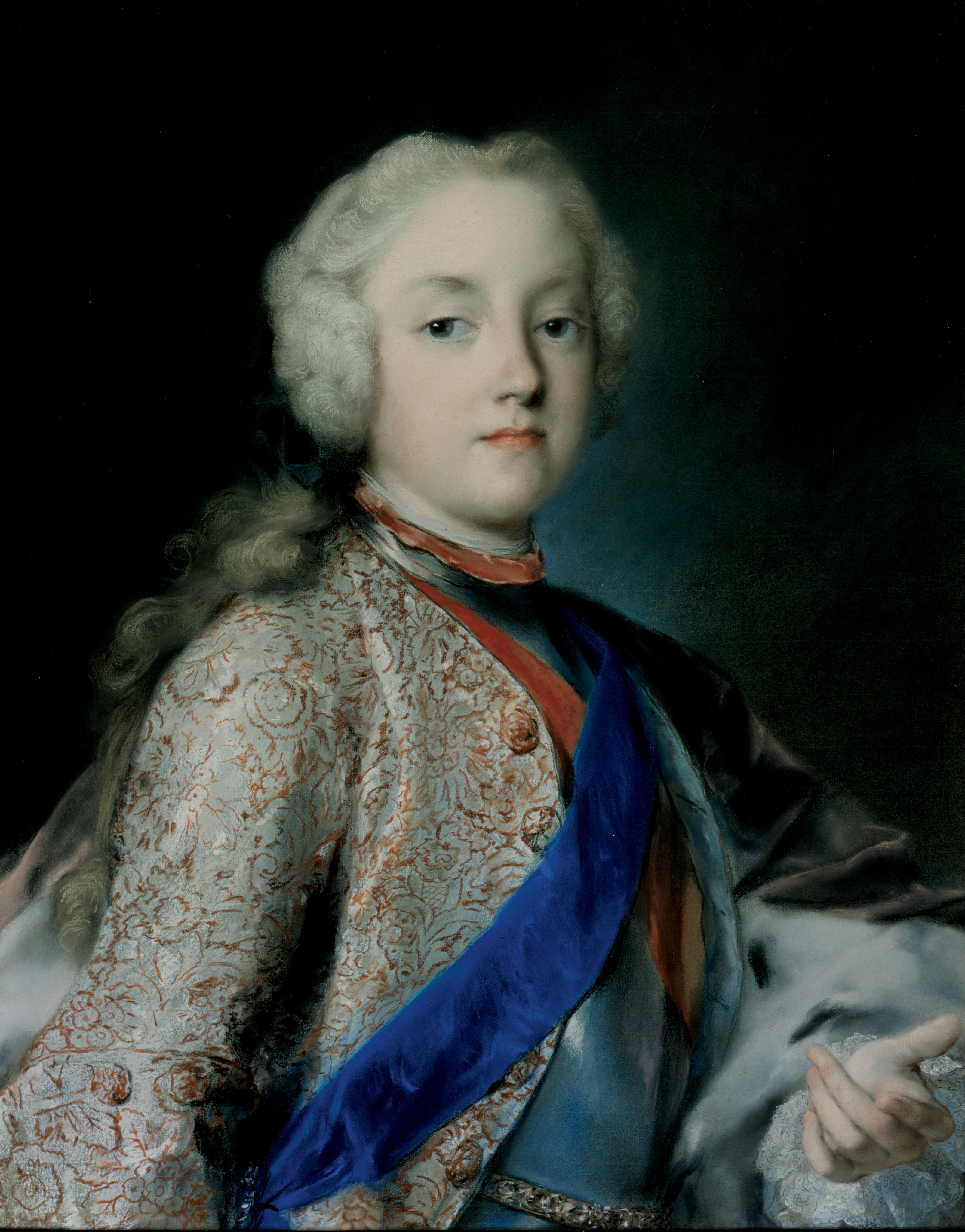
Portret księcia Fryderyka Krystiana Saskiego 1739, Galeria Obrazów Starych Mistrzów, Drezno
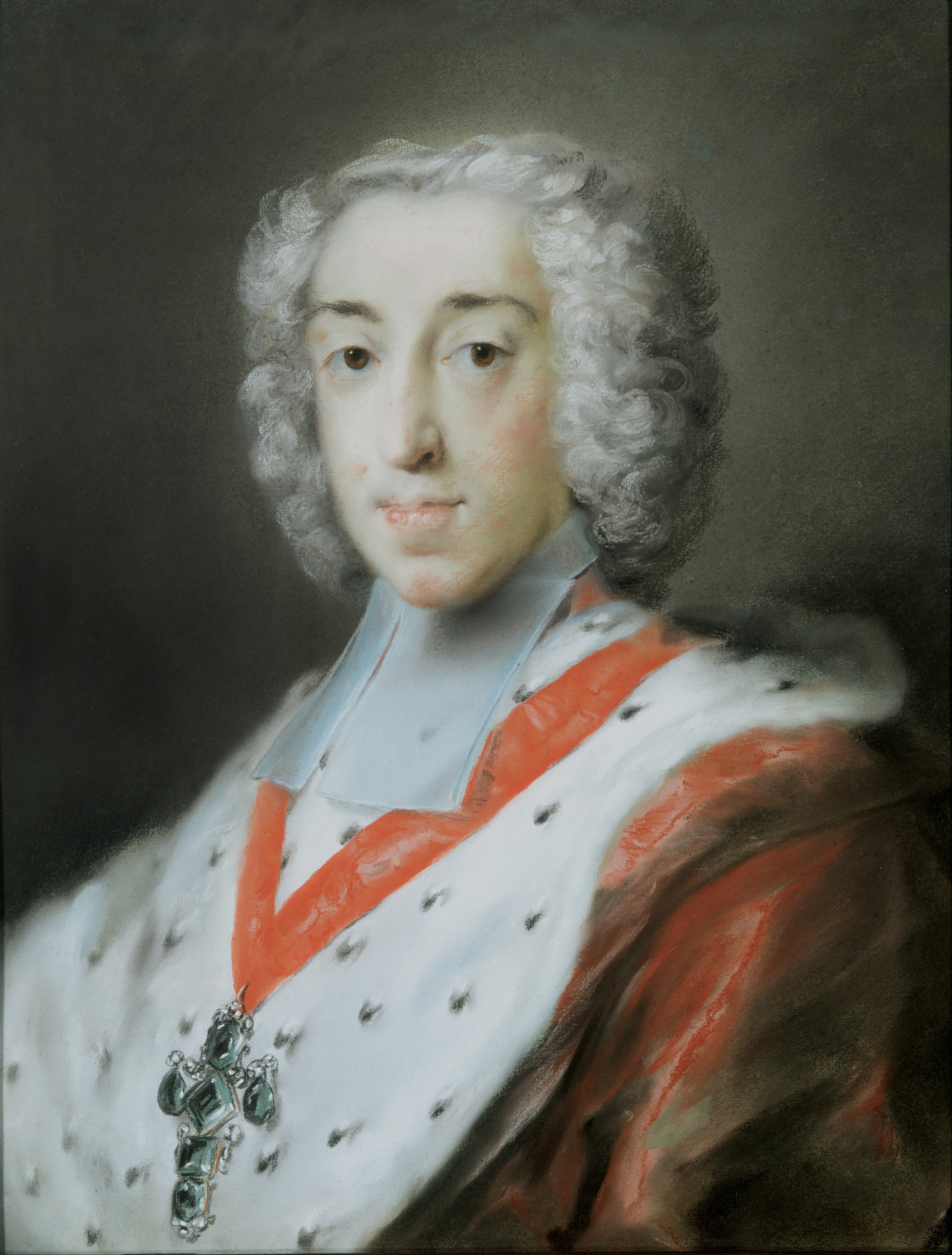
Portret elektora kolońskiego Klemensa Augusta 1721, Galeria Obrazów Starych Mistrzów, Drezno
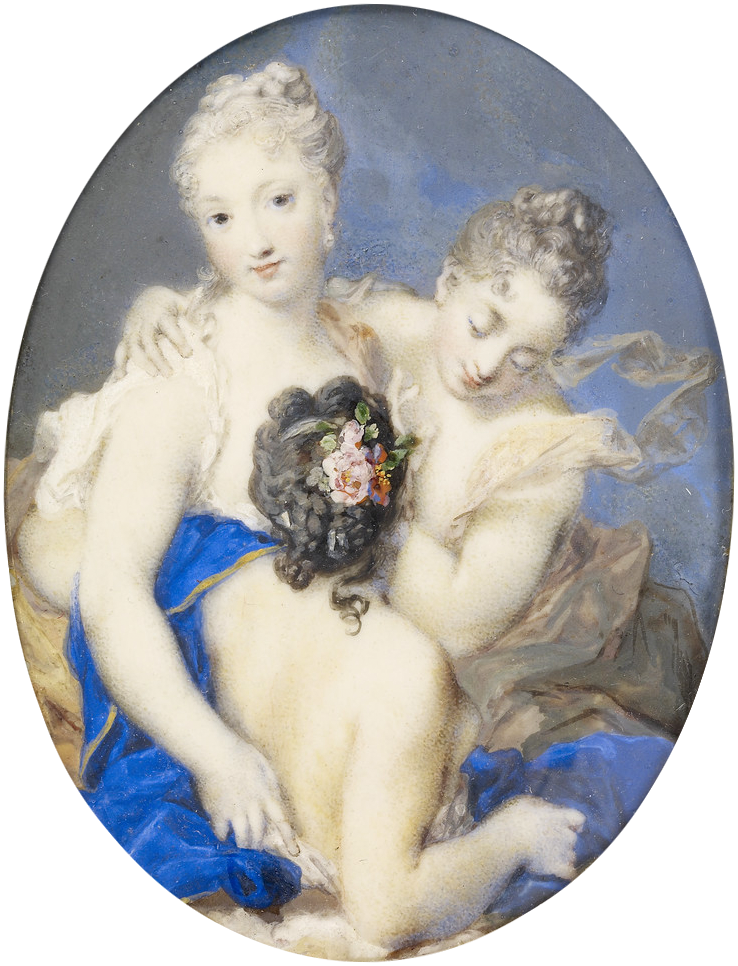
Françoise Marie de Bourbon jako Amfitryta między 1697-1757, Royal Collection
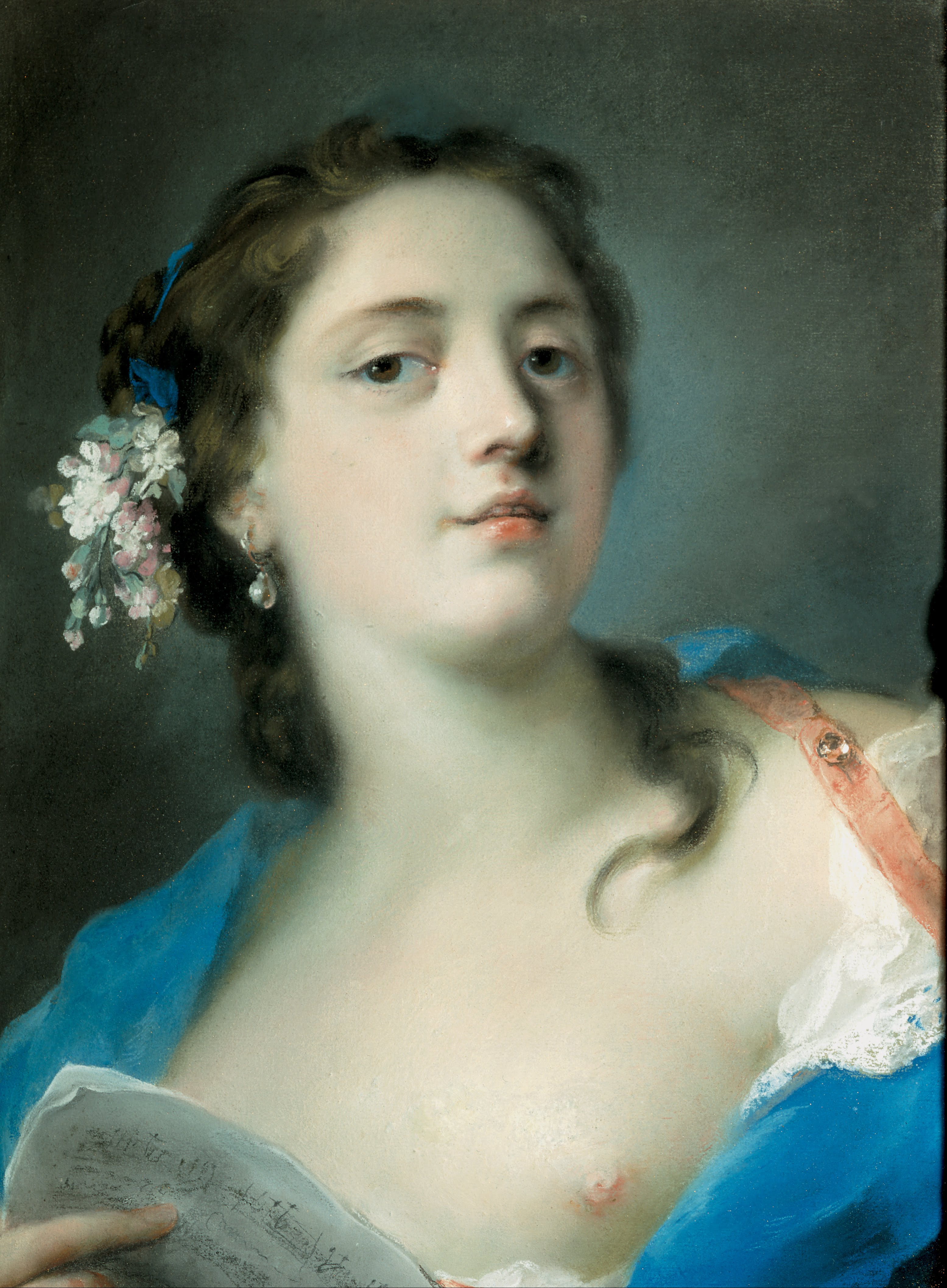
Portret śpiewaczki Faustiny Bordoni ok. 1724-25, Galeria Obrazów Starych Mistrzów, Drezno

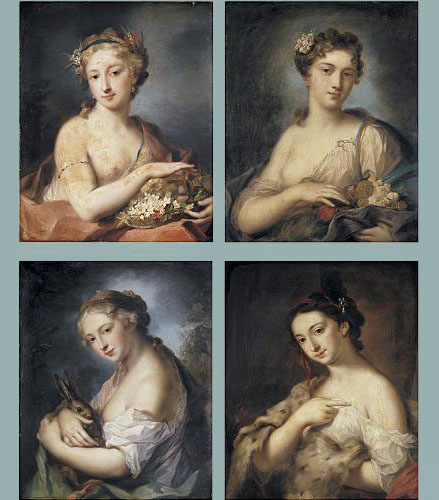
Cztery pory roku
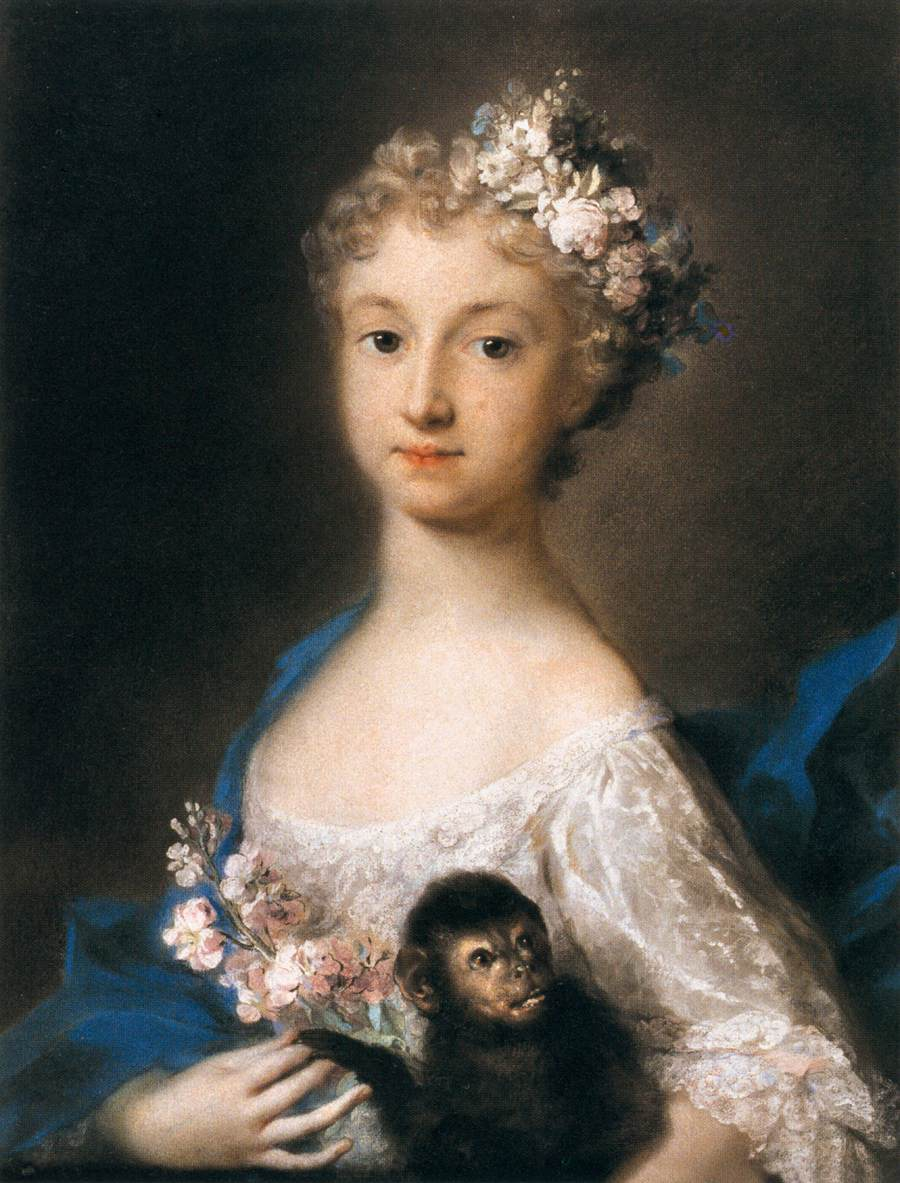
Dziewczynka z małpką, ok. 1721, Luwr, Paryż
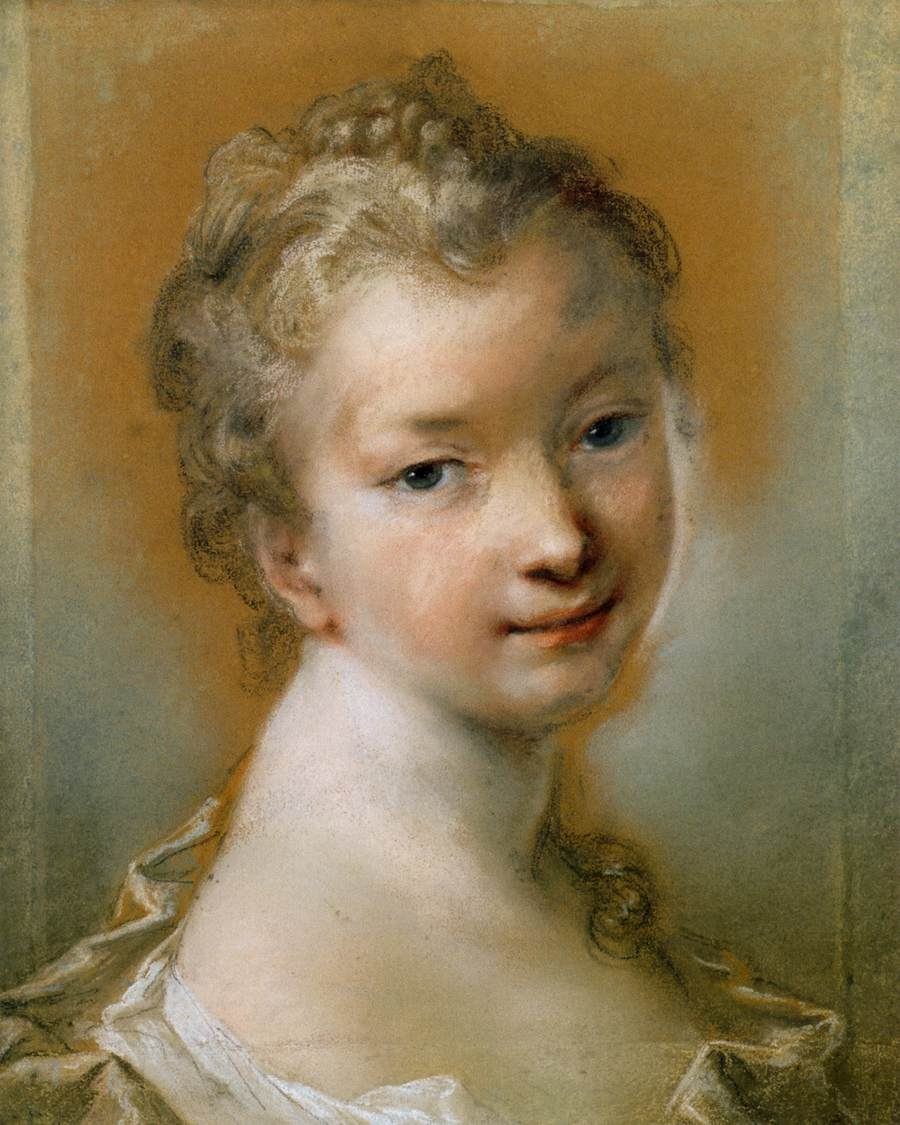
Portret dziewczynki po 1708, Luwr, Paryż
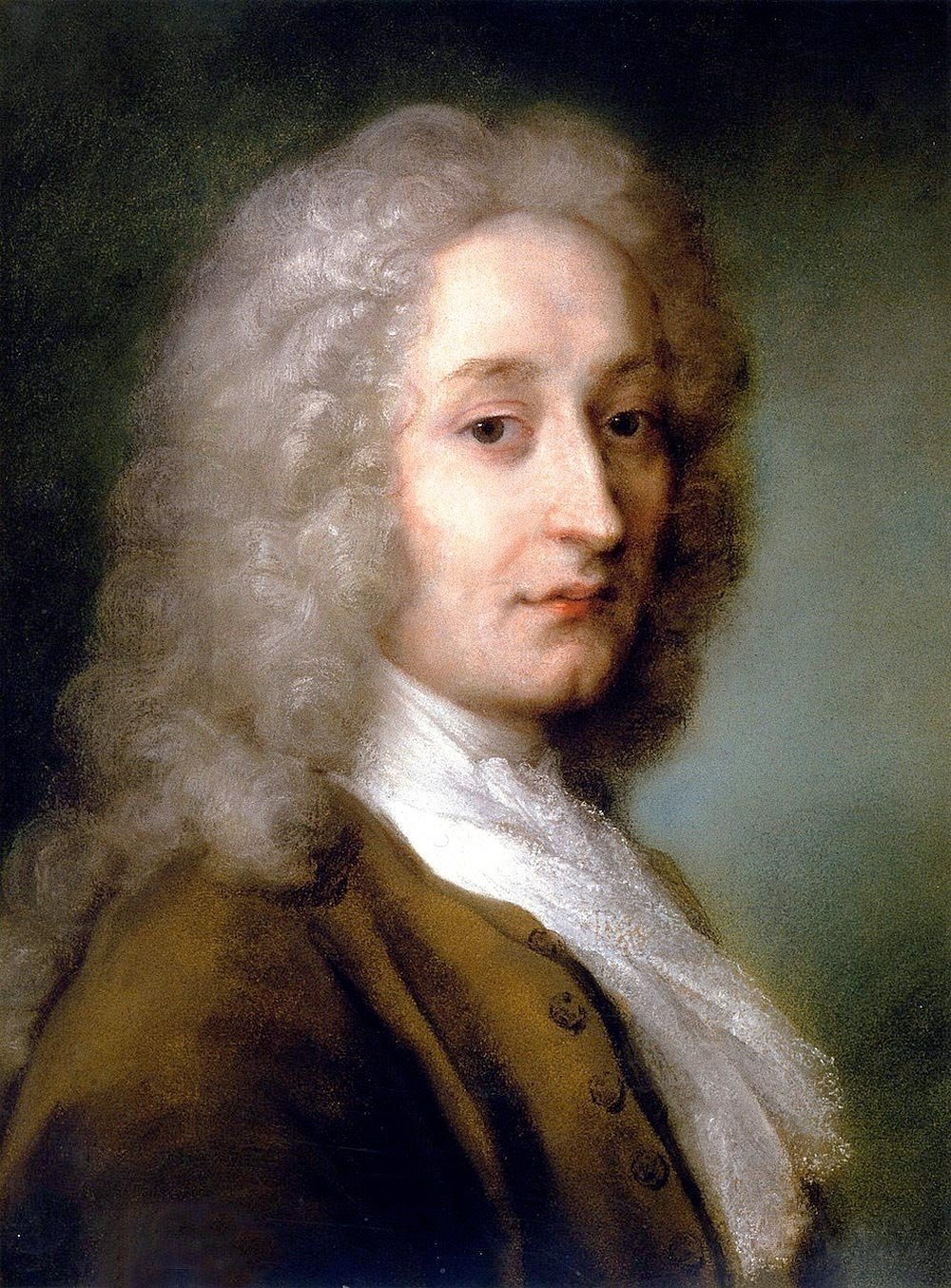
Portret Antoine Watteau 1721, Museo Civico Luigi Bailo, Treviso